# Marta Montt Balmaceda
Marta Montt Balmaceda (Santiago, 1 de enero de 1934-Ibidem, 17 de octubre de 2019) fue una bailarina y modelo internacional chilena. Fue la primera supermodelo de su país.

## Primeros años de vida
Fue hija de Ambrosio Montt Wilms y de Marta Amelia Balmaceda Valdés. Creció en una casa en calle Condell, en la comuna de Providencia, Santiago, junto con sus dos hermanos, Raúl y Manuel Montt Balmaceda, fundador de la Universidad Diego Portales. Su abuelo fue Lorenzo Montt Montt. Descendiente de los presidentes chilenos Manuel Montt, Pedro Montt y José Manuel Balmaceda, perteneció a la emblemática familia Montt.
La bautizaron en Zapallar en febrero de 1934, su hermano Manuel fue su padrino. «Yo tenía 9 o 10 años». Pero lo religioso a Marta se le dio poco. «Tuvo una pasada por las monjas, pero su carácter resultó incompatible con la sicología de las monjas. Su fe, si la ha tenido, es algo muy íntimo, como todo lo suyo», relató su hermano Manuel Montt Balmaceda. De las monjas Marta se fue entonces a La Maisonnette, un colegio con un sello más vanguardista. A sus padres les preocupaba una personalidad que se insinuaba tan poco convencional.
Cuando chica le decían La Petota. Pero ella también tenía la impronta alemana de los Wilms. Su padre era primo de Teresa Wilms Montt y más de alguien comparó la personalidad ortodoxa de ambas, con la diferencia de que Marta no estuvo marcada por un sino trágico sino por el glamour y cierta soledad que en ella era misterio. 
Se crio también con una institutriz francesa «porque mi mamá consideraba que a los hombres había que enseñarles inglés y a mí, francés porque las mujeres no teníamos que aspirar a algo más allá de París. Ahí estaban los sueños, la moda, el arte», recordó en una entrevista Marta.
Estudio ballet con Ernst Uthof, pero ese rigor de vida no era para ella. Estuvo casada brevemente con Ernesto Lavín Rodríguez, el cual fue el primer matrimonio de él.

## Rebelde del bikini en Zapallar
En 1967 el obispo de Valparaíso, Emilio Tagle Covarrubias, prohibió, bajo amenaza de excomunión, que las mujeres católicas de su diócesis se asomaran a las playas con bikini, por considerarlo inmoral.
Zapallar siempre fue un balneario vanguardista, así que la prohibición no tuvo efecto y el traje baño de dos piezas fue obligatorio entre las mujeres más pudientes. Una de las más recordadas es Marta Montt Balmaceda, quien dejaba boquiabiertos a los presentes con su escultural figura dentro de un bikini blanco. «La Marta era la única que tenía permiso del padre Antonio Zanoletti (párroco de Zapallar) para usar bikini porque era muy estética, pero las charchas no las soportaba»,[cita requerida] según Adriana Letelier.

## Carrera profesional
Comenzó a modelar luego de que a la salida de misa una señora le pidiera «pasar unos modelos». Tuvo un inicio fugaz en los concursos de belleza cuando en 1951 fue candidata a reina de la revista Nueva Zig-Zag. No ganó, pero a los 21 años hizo las maletas, partió a París junto con su amigo el fotógrafo Raimundo Larraín, gran impulsor de su carrera en el modelaje.
En París, su elegancia, tipo exótico, unido a una extraordinaria gracia de movimientos y regia facha, la convirtieron en una modelo top y su particular belleza alcanzó la fama —«perfil egipcio y cuello de cisne» dirían algunos—.[cita requerida] «En un almuerzo en la casa de Raimundo, la editora de Vogue, Diana Vreeland vio las fotos que me había tomado y se entusiasmó. Poco después, partíamos a Estambul», contó Marta a Revista del Domingo del Mercurio en 1969.[cita requerida]
Esos días en Turquía (y también Grecia) alcanzaban doce horas de arduo trabajo, sin siquiera un alto para comer, más horas de maquillaje. Inspirado en Circe, Raimundo Larraín la vistió con auténticas joyas y trajes del Museo Topkapi. El resultado, una producción espectacular que iluminaron ocho páginas de la revista Vogue. Junto con su trabajo en dicha revista, sus fotos inundaron otras publicaciones, como Paris Match y Life, por nombrar algunas.
Durante muchos años fue el centro del jet-set internacional y entre sus amigos figuraban el marqués de Cuevas, Rudolf Nuréyev y Margot Fonteyn. Su trabajo de modelo fue publicado en el libro The Best of Life entre las mejores fotos del mundo. «Una de mis fotos fue casi fue portada de Life, pero coincidió con la llegada del hombre a la Luna y lógicamente la Luna era mucho más importante que yo», contó Marta Montt en 1987.

## Regreso a Chile
Volvió a Chile a cuidar a su madre, con la cual dormía, de quien se preocupó hasta el último día de sus 90 años. Y a su vez, con sus amigas Verónica Balmaceda (su prima) y Susana Bomchill, puso la tienda Samsara, en la calle El Bosque, en Providencia. «Tenían unas cosas muy vigentes, objetos de Bali mezclados con lámparas de mimbre».

## Últimos años
Por años fue editora de la moda internacional y de los especiales de decoración de la revista Cosas. La decoración la hacía con el fotógrafo Stephan Loebel, con quien mostró las mejores casas de Santiago.